# Couvent des Anglaises
Pour les articles homonymes, voir Couvent des Filles-Anglaises.
Le couvent des Bénédictines anglaises (également appelé couvent des Filles anglaises) du Champ-de-l'Alouette est fondé en 1664 dans le faubourg Saint-Marcel, à Paris. Ses vestiges sont situés au no 28, rue des Tanneries.

## Situation
Le couvent s'étendait entre la rue des Tanneries, la rue du Champ-de-l'Alouette et la rue de la Glacière.

## Fondation

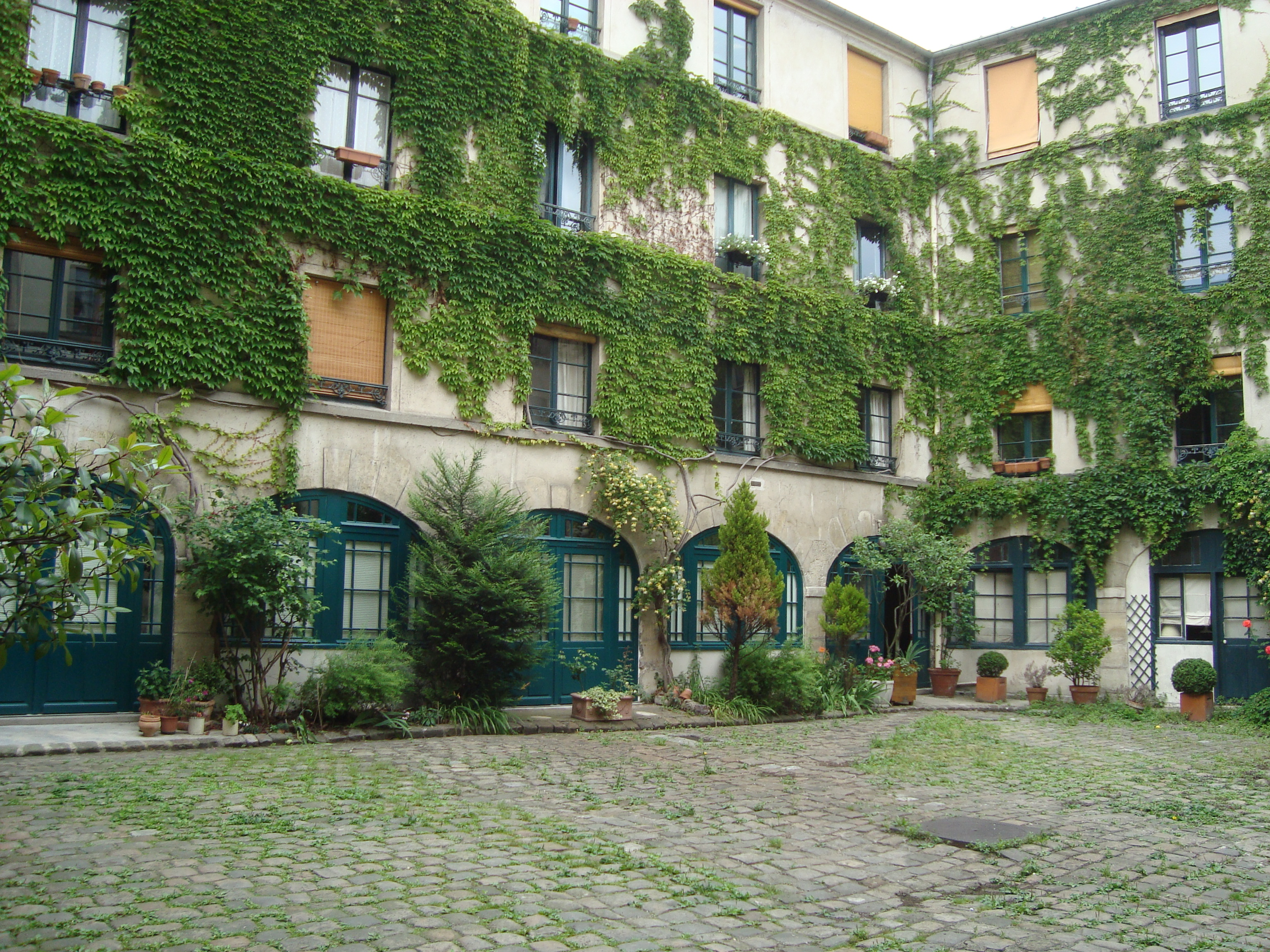
Vue de la cour de l'ancien couvent.

Un groupe de sept bénédictines anglaises fuyant les persécutions dont étaient victimes les catholiques s'installa en 1651 à Paris. Les religieuses achetèrent en 1664 un terrain, partie d'un vaste enclos appartenant à Sébastien Payen seigneur de Persan, puis étendirent leur domaine en 1686  sur des terres du Champ de l'alouette. Les cellules et le cloître sont construits en 1693.
La communauté eut pour première supérieure Brigitte More, descendante de l'écrivain Thomas More,
Les religieuses désargentées fabriquèrent à partir de 1774 des pastilles et de l'alcool de menthe.

## Révolution française

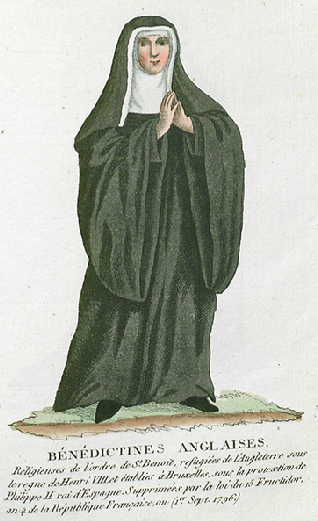
Bénédictines anglaises.

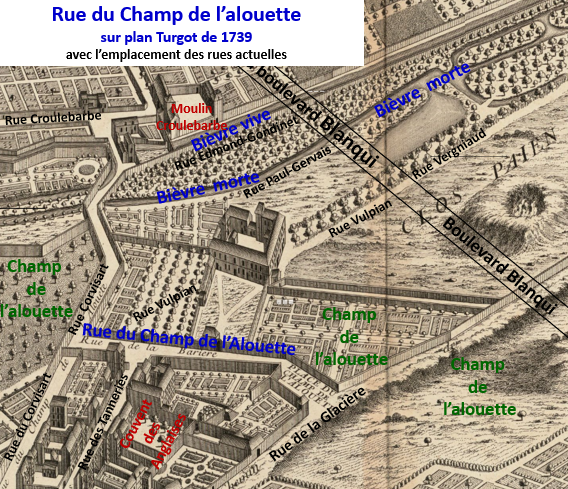
Rue du Champ-de-l'Alouette et son environnement sur le plan de Turgot en 1739.

Sous la Terreur, en octobre 1793, les religieuses furent constituées prisonnières dans leur propre maison. En outre, un décret prescrivit l'arrestation de tous les Anglais présents sur le territoire.
Le couvent fut changé en maison de détention, appelée "la prison des Anglaises" ou "la prison de la rue de Lourcine".
On y envoya bientôt une foule de gens, dont Jacques Duval d'Espréménil, conseiller au Parlement, Marie Babin de Grandmaison, actrice célèbre, Mme de Bonneuil, femme d'esprit, le comte de Sérilly, guillotiné avec son frère le même jour que Madame Elisabeth et son épouse Anne-Louise de Domangeville qui, après sa condamnation, échappa de justesse à la guillotine, Marie-Louise O'Murphy, veuve Lenormand, qui avait été la maîtresse de Louis XV, la duchesse de Luynes, les célèbres dames de Sainte-Amaranthe, tenancières de maison de jeux, Marie-Genevière de Vassan, marquise de Mirabeau, mère du tribun, et de nombreuses religieuses membres d'autres congrégations. Parmi les personnes incarcérées figurait Antoinette-Madeleine de Lévis-Lugny, séparée de biens de Guy de Lévis-Gaudiès.

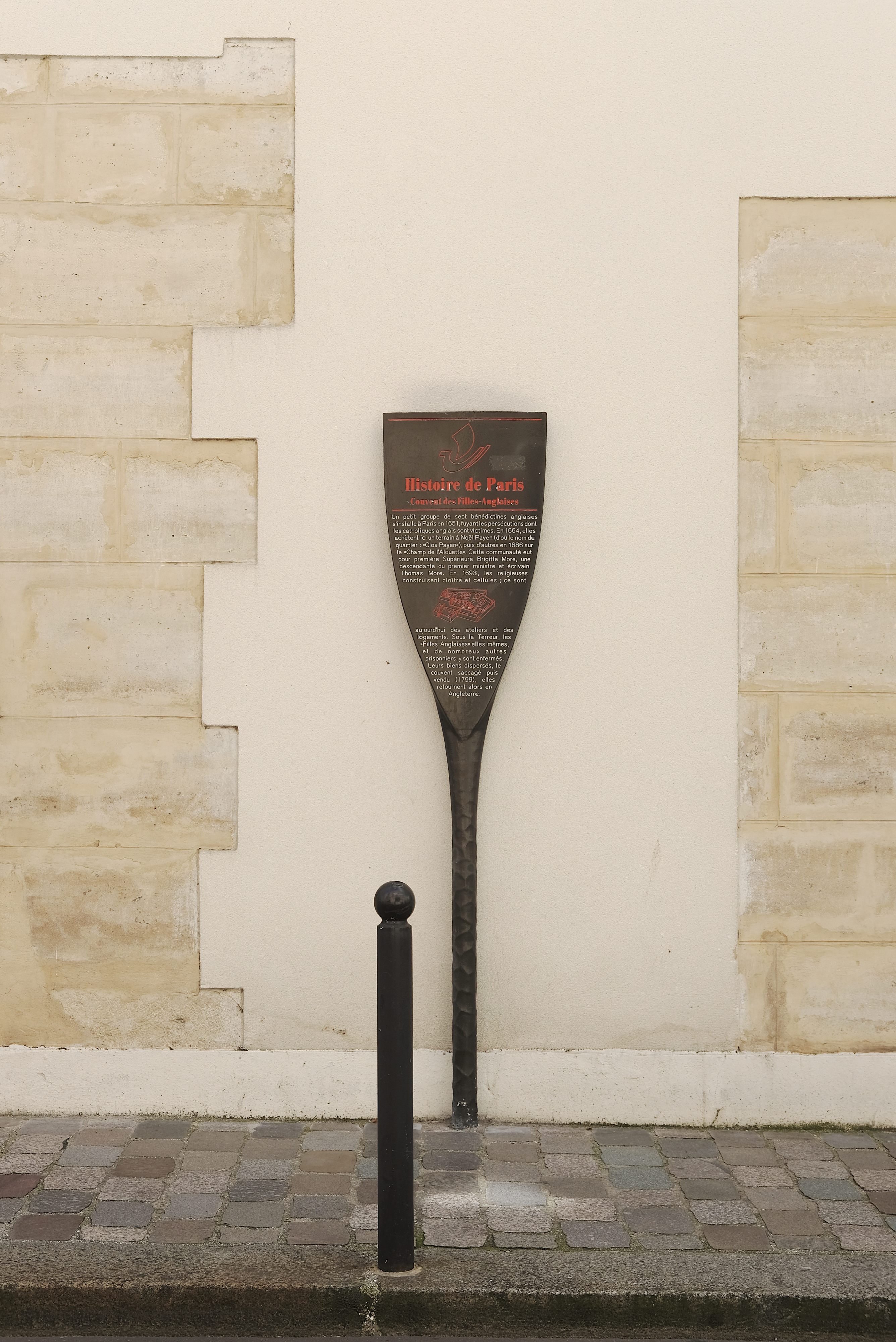
Panneau Histoire de Paris "Couvent des Filles Anglaises", 28 rue des Tanneries.

Le 16 juillet 1794, les sœurs furent conduites au château de Vincennes, où elles furent enfermées dans le donjon prévu pour les détenus politiques de l'Ancien Régime. Le 7 novembre, on les déplaça dans un autre couvent, rue des Fossés Saint-Victor. Elles furent libérées après la chute de Robespierre, le 15 mars 1795. Le vicaire général de Paris jugea prudent de les mettre à l'abri. Le 3 juillet, elles débarquaient à Douvres, et ne quittèrent plus jamais l'Angleterre.
Devenu bien national, leur couvent est vendu en 1799. Il fut partiellement détruit et ce qui subsiste fut transformé en immeubles d'habitations au XXe siècle. Un panneau Histoire de Paris, situé au n° 28 de la rue, rappelle l'histoire de ce couvent.

### Article lié
- Couvent des Bénédictins anglais